# Didaktisk poesi
Didaktisk poesi (lärodikt) var en tidigare använd term, som sidoordnades med epik, lyrik och dramatik eller användes för att beteckna en "övergångsform" mellan poesi och prosa.

## Historik
Medan tankelyriken bringar den intellektuella upplevelse, som är diktens frö, till lyrisk verkan genom att den utlöser känslor, genom att det abstrakta konkretiseras, vill den didaktiska poesin endast förmedla stoff, upplysa, undervisa. Den tillhör inte poesin, utan tillhör den vetenskap (respektive yrke och så vidare) varifrån dess ämne är hämtat, och är retorisk (jämför Schillers ord: "Om något intellektuellt eller över huvud förnuftsmässigt skall kunna bli skönt, måste det först bli sinnligt och föremål för inbillningskraften").
Lärodikter med uttalat syfte att undervisa uppstod med Vergilius’ Georgica (som förblivit mönstergill inom arten) och Horatius’ De arte poética. Bland lärodiktare i nyare tider märks fransmännen Boileau och Delille, tyskarna Opitz, Haller och Tiedge, engelsmännen Pope och Young, svenskarna Gyllenborg, Carl Gustaf af Leopold, Valerius och Wallin. Under 1700-talet, då den pseudoklassiska smaken jämte hänsyn till det nyttiga behärskade litteraturen, idkades lärodikten som en av poesins förnämsta arter. Så satte man på vers till exempel bi- och silkesodling, jakthundars dressyr, navigation, översättningskonst, schackspel, syfilis, ull, hälsobrunnar, dietetik, astronomi, uppfostran och så vidare.